# Здравље у Екваторијалној Гвинеји
Здравље у Екваторијалној Гвинеји односи се на укупан здравствени систем Екваторијалне Гвинеје и здравствено стање и заштиту њених грађана.
Иницијатива за мерење људских права налази да Екваторијална Гвинеја испуњава 43,5% онога што би требало да испуни за право на здравље на основу свог нивоа прихода. Када се посматра право на здравље деце, Екваторијална Гвинеја остварује 64,4% онога што се очекује на основу својих тренутних прихода. У погледу права на здравље одраслог становништва, земља остварује само 58,8% очекиваног на основу нивоа прихода у земљи. Екваторијална Гвинеја спада у „веома лошу” категорију када се оцењује право на репродуктивно здравље јер нација испуњава само 7,3% онога што се очекује да нација постигне на основу ресурса (прихода) којима располаже.

## Здравствено стање
Маларија, ХИВ/СИДА и педијатрија су главни здравствени проблеми у Екваторијалној Гвинеји.
Екваторијална Гвинеја има три лекара на 10.000 људи. 

### Очекивано трајање живота
ЦИА је за 2018. процијенила да је просјечни очекивани животни вијек у Екваторијалној Гвинеји за мушкарце био 63,8 година и 66,2 године за жене за укупан очекивани животни вијек становништва од 65 година.

### ХИВ/СИДА
Преваленција ХИВ/СИДА-е била је 6,50 на 100 одраслих у 2017. Од 2017. године, у земљи је живело око 53.000 људи са ХИВ/СИДА-ом. Процењује се да је било 1.800 смртних случајева од сиде у 2018.

### Здравствена заштита мајке и детета
У последњих 15 година дошло је до значајног побољшања морталитета новорођенчади. У 2018. години стопа морталитета новорођенчади износила је 63,3 на 1.000 живорођених. Стопа смртности мајки у 2015. години износила је 342 умрла на 100.000 живорођених.

## Болнице
У Екваторијалној Гвинеји постоји 47 медицинских установа, укључујући седам регионалних болница, једанаест окружних болница и 29 здравствених центара.
| Име                             | Место                | Тип објекта        | Референца |
| ------------------------------- | -------------------- | ------------------ | --------- |
| Болница Сан Антонио де Пале     | Анобон               | Регионална болница | [ 5 ]     |
| Биоко Норте 1                   | Биоко Норте          | Дом здравља        | [ 5 ]     |
| Биоко Норте 2                   | Биоко Норте          | Дом здравља        | [ 5 ]     |
| Биоко Норте 3                   | Биоко Норте          | Дом здравља        | [ 5 ]     |
| Биоко Норте 4                   | Биоко Норте          | Дом здравља        | [ 5 ]     |
| Биоко Сур 1                     | Биоко Сур            | Дом здравља        | [ 5 ]     |
| Центро Сур 1                    | Центро Сур           | Дом здравља        | [ 5 ]     |
| Центро Сур 2                    | Центро Сур           | Дом здравља        | [ 5 ]     |
| Центро Сур 3                    | Центро Сур           | Дом здравља        | [ 5 ]     |
| Центро Сур 4                    | Центро Сур           | Дом здравља        | [ 5 ]     |
| Окружна болница Аконибе         | Континентални Регион | Окружна болница    | [ 5 ]     |
| Окружна болница Акуренам        | Континентални Регион | Окружна болница    | [ 5 ]     |
| Окружна болница Анисок          | Континентални Регион | Окружна болница    | [ 5 ]     |
| Јавна регионална болница Бата   | Континентални Регион | Регионална болница | [ 5 ]     |
| Окружна болница Кого            | Континентални Регион | Окружна болница    | [ 5 ]     |
| Покрајинска болница Ебебин      | Континентални Регион | Регионална болница | [ 5 ]     |
| Покрајинска болница Евинајонг   | Континентални Регион | Регионална болница | [ 5 ]     |
| Јавна регионална болница Малабо | Континентални Регион | Регионална болница | [ 5 ]     |
| Окружна болница Мбини           | Континентални Регион | Окружна болница    | [ 5 ]     |
| Окружна болница Микомесенг      | Континентални Регион | Окружна болница    | [ 5 ]     |
| Регионална болница Монгомо      | Континентални Регион | Регионална болница | [ 5 ]     |
| Окружна болница Ниефанг         | Континентални Регион | Окружна болница    | [ 5 ]     |
| Окружна болница Нкоц Нсомо      | Континентални Регион | Окружна болница    | [ 5 ]     |
| Окружна болница Нсорк           | Континентални Регион | Окружна болница    | [ 5 ]     |
| Киентем 1                       | Киентем              | Дом здравља        | [ 5 ]     |
| Киентем 2                       | Киентем              | Дом здравља        | [ 5 ]     |
| Киентем 3                       | Киентем              | Дом здравља        | [ 5 ]     |
| Киентем 4                       | Киентем              | Дом здравља        | [ 5 ]     |
| Киентем 5                       | Киентем              | Дом здравља        | [ 5 ]     |
| Киентем 6                       | Киентем              | Дом здравља        | [ 5 ]     |
| Киентем 7                       | Киентем              | Дом здравља        | [ 5 ]     |
| Киентем 8                       | Киентем              | Дом здравља        | [ 5 ]     |
| Литорал 1                       | Литорал              | Дом здравља        | [ 5 ]     |
| Литорал 2                       | Литорал              | Дом здравља        | [ 5 ]     |
| Литорал 3                       | Литорал              | Дом здравља        | [ 5 ]     |
| Литорал 4                       | Литорал              | Дом здравља        | [ 5 ]     |
| Литорал 5                       | Литорал              | Дом здравља        | [ 5 ]     |
| Литорал 6                       | Литорал              | Дом здравља        | [ 5 ]     |
| Окружна болница Банеи           | Малабо Острво        | Окружна болница    | [ 5 ]     |
| Покрајинска болница Луба        | Малабо Острво        | Регионална болница | [ 5 ]     |
| Окружна болница Риаба           | Малабо Острво        | Окружна болница    | [ 5 ]     |
| Велензас 1                      | Веле-Нзас            | Дом здравља        | [ 5 ]     |
| Велензас 2                      | Веле-Нзас            | Дом здравља        | [ 5 ]     |
| Велензас 3                      | Веле-Нзас            | Дом здравља        | [ 5 ]     |
| Велензас 4                      | Веле-Нзас            | Дом здравља        | [ 5 ]     |
| Велензас 5                      | Веле-Нзас            | Дом здравља        | [ 5 ]     |
| Велензас 6                      | Веле-Нзас            | Дом здравља        | [ 5 ]     |